# Rallye du Mont-Blanc
Le Rallye du Mont-Blanc (ou Rallye Mont-Blanc Morzine) est un rallye automobile comptant pour le Championnat de France des rallyes et pour le championnat de France des rallyes VHC.

## Histoire
En 1946, la famille Cruz, propriétaire de la marque d'eau minérale d'Évian, a l'idée d'organiser une course automobile pour augmenter ses ventes nationales au sortir de la guerre.
L'épreuve voit le jour le 19 juillet 1947, sous le nom de « rallye Paris-Évian ». Elle manque de disparaître en 1948, pour cause de restrictions en carburant. Elle devient ensuite le « rallye Évian-Mont Blanc » en 1950, puis le « rallye Mont Blanc-Iseran ».
Le nom actuel est apparu en 1961. Il a été comptabilisé en Championnat d'Europe des rallyes jusqu'en 1996.
Yoann Bonato a remporté l'épreuve à sept reprises, Philippe Bugalski cinq fois.
En 2005, l'ASAC Mont-Blanc met en place une version « Historic » de l'épreuve, à la fois Véhicules Historiques de Compétition (VHC) et Véhicules Historiques de Régularité Sportive (VHRS).
En 2015, le pilote Frédéric Comte se tue au volant de sa Citroën Xsara lors d'une sortie de route dans la descente du Col des Moises pendant la deuxième spéciale, Les Alpes du Léman.

## Palmarès
| Année | Pilote               | Copilote               | Voiture                    |
| ----- | -------------------- | ---------------------- | -------------------------- |
| 2000  | Philippe Bugalski    | Jean-Paul Chiaroni     | Citroën Xsara T4           |
| 2001  | Sébastien Loeb       | Daniel Elena           | Citroën Xsara Kit-Car      |
| 2002  | Cédric Robert        | Gérald Bedon           | Peugeot 206 S1600          |
| 2003  | Alexandre Bengué     | Caroline Escudero      | Peugeot 206 WRC            |
| 2004  | Stéphane Sarrazin    | Patrick Pivato         | Subaru Impreza WRC         |
| 2005  | Nicolas Bernardi     | Jean-Marc Fortin       | Peugeot 206 WRC            |
| 2006  | Jérôme Grosset-Janin | Fabrice Gordon         | Citroen Xsara WRC          |
| 2007  | Jean-Marie Cuoq      | David Marty            | Peugeot 307 WRC            |
| 2008  | Dany Snobeck         | Gilles Mondésir        | Peugeot 307 WRC            |
| 2009  | Patrick Henry        | Magali Lombard         | Peugeot 206 WRC            |
| 2010  | Dany Snobeck         | Gilles Mondésir        | Peugeot 307 WRC            |
| 2011  | Pierre Campana       | Sabrina de Castelli    | Mini John Cooper Works WRC |
| 2012  | Stéphane Sarrazin    | Benjamin Veillas       | Peugeot 307 WRC            |
| 2013  | Julien Maurin        | Nicolas Klinger        | Ford Fiesta RS WRC         |
| 2014  | Julien Maurin        | Nicolas Klinger        | Ford Fiesta RS WRC         |
| 2015  | Stéphane Sarrazin    | Jacques-Julien Renucci | Ford Fiesta RS WRC         |
| 2016  | Yoann Bonato         | Benjamin Boulloud      | Citroën DS3 R5             |
| 2017  | Yoann Bonato         | Benjamin Boulloud      | Citroën DS 3 R5            |
| 2018  | Yoann Bonato         | Benjamin Boulloud      | Citroën C3 R5 (en)         |
| 2019  | Yohan Rossel         | Benoît Fulcrand        | Citroën C3 R5              |
| 2020  | Yoann Bonato         | Benjamin Boulloud      | Citroën C3 R5              |
| 2021  | Yoann Bonato         | Benjamin Boulloud      | Citroën C3 Rally2 (en)     |
| 2022  | Yoann Bonato         | Benjamin Boulloud      | Citroën C3 Rally2          |
| 2023  | Yoann Bonato         | Benjamin Boulloud      | Citroën C3 Rally2          |
| 2024  | Sébastien Loeb       | Laurène Godey          | Alpine A110 Rally GT+      |